# Industriepolitik
Industriepolitik ist ein Teilbereich der Wirtschaftspolitik. Sie umfasst alle wirtschaftspolitischen Maßnahmen eines Staates oder dessen Verwaltungseinheiten, die auf die Struktur und die Entwicklung eines Industriezweiges einwirken.

## Bedeutung
Dem anglo-amerikanischen Sprachgebrauch folgend, bezieht sich hierbei der Begriff „Industrie“ nicht nur auf das produzierende Gewerbe, sondern auf jeden möglichen Wirtschaftszweig, also auch auf die sog. New Economy. Wie jedoch das Beispiel Großbritanniens zeigt, wo in den letzten dreißig Jahren zwei Drittel der Industrie verloren gegangen sind, kann eine unrealistische Priorisierung der Informationsökonomie zu Prozessen der Deindustrialisierung führen, die schwer rückgängig zu machen sind.
Industriepolitik kann sowohl aktiv zur Beeinflussung eines Industrialisierungsprozesses (z. B. Förderung des Strukturwandels oder die Bereitstellung von Exporthilfen) als auch reaktiv auf ungewünschte Differenzierungswirkungen eines Industrialisierungsprozesses erfolgen. Zur reaktiven Industriepolitik gehören z. B. die Durchführung von Erhaltungsmaßnahmen oder die Bereitstellung von Anpassungshilfen (z. B. durch Förderung von Forschung und Entwicklung).

## Industriepolitik in der EU
In den letzten Jahrzehnten schwankte die Industriepolitik zwischen den Zielen des Strukturerhalts, der Modernisierung durch Stärkung der Forschung und Entwicklung im vorwettbewerblichen Bereich und der selektiven Stärkung exportorientienter Industrien bzw. industrieller „Champions“.
Während bis weit in die 1970er Jahre Ziel der Handelspolitik der EU war, die Situation krisenanfälliger Branchen wie Stahlerzeugung, Schiffbau, Kohlebergbau oder Textilindustrie durch direkte Subventionen, Erzeugerquoten, Investitionsbegrenzung, Preisregulierung sowie Handelsprotektion zu verbessern, gerieten unter dem Eindruck der verstärkten internationalen Konkurrenz seit Ende der 1980er Jahre die Hochtechnologiebranchen in den Blickpunkt. Zugleich wuchs die Einsicht, dass deren Entwicklung durch Handelsbarrieren eher gebremst wird.
Zwar wurde bereits Anfang der siebziger Jahre der erste umfassende Ansatz einer europäischen Industriepolitik entworfen. Im sog. Colonna-Bericht artikulieren sich die Befürchtungen vor allem der französischen Politik vor der Bedrohung der europäischen Industrie durch übermächtige internationale Konzerne und die Forderung nach einer gemeinschaftlichen industriepolitischen Strategie. Es sollten europäische Unternehmen geschaffen werden, die auf dem Binnenmarkt bestehen können und der amerikanischen Konkurrenz gewachsen sind. Eine Umsetzung scheiterte jedoch vor allem am deutschen Widerstand sowie an den bei der EU-Erweiterung notwendigen Kompromissen.
Ein erster Einstieg in eine nicht-strukturerhaltende, modernisierungsorientierte Industriepolitik erfolgte Anfang der 1980er Jahre über die Formulierung einer abgestimmten Forschungs- und Technologiepolitik. Durch die 1987 ratifizierte Einheitliche Europäische Akte (EEA) fand die Forschungs- und Technologiepolitik Eingang in die Römischen Verträge.
Erst 1992 wurde unter dem Eindruck der asiatischen und US-Konkurrenz das Thema Industriepolitik explizit in den Maastricht-Vertrag aufgenommen. Dabei orientierte man sich zunächst am französischen „etatistischen“ Modell einer aktiv gestaltenden, Ziele setzenden Industriepolitik, das Jacques Delors mit der Schaffung des Binnenmarktes verknüpfte. In Artikel 157 des Maastricht-Vertrags heißt es: „Die Gemeinschaft und die Mitgliedstaaten sorgen dafür, dass die notwendigen Voraussetzungen für die Wettbewerbsfähigkeit der Industrie gewährleistet sind.“ Auf diese Weise hoffte die EU-Kommission angemessen auf die drohende Deindustrialisierung Europas zu reagieren. In der Folge fokussierte Industriekommissar Martin Bangemann eindeutig auf die Bereiche Telekommunikation und Internet-Wirtschaft, was ihm den Vorwurf der Einflussnahme zugunsten bestimmter Industriegruppen einbrachte. Unter den Wettbewerbskommissaren Karel van Miert und Mario Monti wurde diese Entwicklung revidiert; seither herrschte der Vorrang der Wettbewerbspolitik.
Allerdings forderte schon 2003 der Europäische Rat der Staats- und Regierungschefs den EU-Ministerrat und die EU-Kommission auf, stärker auf die Bedürfnisse einzelner Industriezweige, vor allem der verarbeitenden Industrie, einzugehen mit dem Ziel, deren Wettbewerbsfähigkeit zu steigern. 2004 wurde von den drei Mitgliedstaaten Deutschland, Frankreich und Großbritannien die Notwendigkeit einer „proaktiven europäischen Industriepolitik“ gefordert. Damit sollten auch die Ziele der Lissabon-Strategie erfüllt werden.
In dieser Strategie spielte der Begriff der europäischen Champions zunehmend eine Rolle. Gemeint sind damit multinationale Unternehmen mit einer Weltmarktführerposition (zum Beispiel der Luft- und Raumfahrtkonzern EADS). Europäische Industriepolitik soll derartige Champions unterstützen, fördern und gegebenenfalls auch aufzubauen helfen. Von Politikern wird in diesem Zusammenhang daher häufig eine zu strenge Auslegung der europäischen Fusionskontrolle durch die europäische Wettbewerbskommission kritisiert, weil hierdurch schlagkräftige Zusammenschlüsse von Firmen verhindert würden (Beispiel: das Verbot der Fusion von Scania und Volvo). Kritiker wiederum merken an, dass die Unterstützung europäischer Champions häufig für die Ziele nationaler Standort- und Beschäftigungspolitik missbraucht würde (Beispiel: das Übernahmegerangel zwischen der französisch-deutschen Aventis und der französischen Sanofi-Synthélabo).
Seit der Krise 2009/10 (bei der eine Bankenkrise, eine Staatsschuldenkrise, Immobilienkrisen und die Eurokrise zusammenwirkten) sind die Realzinsen sehr niedrig, was Investitionen in die Realwirtschaft begünstigt. Ob eine „grüne“ Industriepolitik Wirtschaftswachstum und Nachhaltigkeit fördern kann, ist fraglich. Zum Beispiel wurde zeitweilig in einigen europäischen Staaten und auf der Ebene der Europäischen Union die Förderung der Elektromobilität erwogen oder betrieben; diese ist aber (Stand Mitte 2014) weit von einem Durchbruch an den Märkten entfernt.
Der deutsche Bundestagswahlkampf 2009 war deutlich industriepolitisch geprägt. Die großen Parteien stritten weniger ob, sondern vielmehr darum, wie „Spitzentechnologien“ staatlich zu fördern seien.
Angesichts des nachlassenden Wachstums 2019 und zunehmender Technologiekonkurrenz durch China wird wieder verstärkt über die Notwendigkeit einer industriepolitischen Unterstützung von Schlüsselbranchen und -technologien diskutiert. Insbesondere das Thema der Schaffung bzw. Stützung europäischer Champions nach dem Vorbild von Airbus wurde wieder aufgegriffen (z. B. durch Fusionspläne der Bahnsparten von Siemens und Alstom). Strittig ist aber auch, ob die Industriepolitik Technologievorgaben machen soll (z. B. durch Definition vorrangig zu fördernder Technologien wie Künstlicher Intelligenz oder Batterietechnik, wie dies vom ehemaligen deutschen Wirtschaftsminister Peter Altmaier gefordert wird).
Im Oktober 2020 definierte der Europäische Rat eine Industriepolitik, die nachhaltiger, widerstandsfähiger, grüner und wettbewerbsfähiger werden soll,.  Im Dezember 2022 wurde das Ziel der „strategischen Unabhängigkeit“ in den Bereichen kritische Rohstoffe und Technologien, Lebensmittel, Infrastruktur und Sicherheit formuliert. Die EU-Industrie spiele eine zentrale Rolle beim grünen und beim digitalen Wandel, indem sie zur Entwicklung neuer Technologien, Produkte, Dienstleistungen, Märkte und Geschäftsmodelle beitrage.
Im September 2024 veröffentlichte Mario Draghi einen Masterplan für eine neue europäische Industriestrategie. Der Plan „für Dekarbonisierung und Wettbewerbsfähigkeit“ ergänzt die von EU-Kommissionspräsidentin van der Leyen für 2024–2029 vorgeschlagenen Leitinitiative „Clean Industrial Deal“. Beide Initiativen sollen die zu wenig beachteten industriellen Aspekte der Leitinitiative der letzten fünf Jahre, des European Green Deal, weiterentwickeln.
Ein Bericht von Enrico Letta vom Frühjahr 2024 hatte bereits die Verwirklichung des EU-Binnenmarktes in vollem Umfang vorgeschlagen. Eine bessere Koordinierung von Industrie-, Wettbewerbs- und Handelspolitik wird angestrebt, zugeschnitten auf die Gegebenheiten der einzelnen Industriesektoren. Drittens sollen vergleichbar dem US-amerikanischen Inflation Reduction Act massive Investitionen einschließlich neuer EU-Kredite für europäische öffentliche Güter, bahnbrechende Innovationen und grenzüberschreitende Stromnetze getätigt werden.

### Wirtschaftlicher Patriotismus
Dieser Begriff wird in letzter Zeit vor allem mit Frankreich (dort bekannt unter dem Begriff patriotisme économique) in Verbindung gebracht. Er drückt sich durch einen manifesten nationalen Protektionismus einzelner Länder vor allem in Übernahmefragen von als wichtig erachteten nationalen Unternehmen durch ausländische Investoren aus. So hat die französische Regierung die Übernahme des Energiekonzerns Suez durch die italienische ENEL mittels einer innerfranzösischen Blockadefusion von Suez mit Gaz de France erfolgreich verhindert.
Die spanische Regierung sprach sich in den Jahren 2006 und 2007 gegen eine Übernahme des Energieunternehmens Endesa durch die deutsche E.ON aus (Näheres hier: ENDESA#Übernahmeangebot von E.ON).

### Unterschiedliche Bewertungen
In seiner Expertise 2009 Deutschland im internationalen Konjunkturzusammenhang formulierte der Sachverständigenrat zur Begutachtung der gesamtwirtschaftlichen Entwicklung (SVR) seine Auffassung von staatlich betriebener „Industriepolitik“ folgendermaßen:
„Im Rahmen der Industriepolitik gilt es, von strukturkonservierenden Maßnahmen ebenso weitgehend abzusehen wie von einem Versuch der Identifikation und Förderung von aussichtsreichen Produkten oder Sektoren durch den Staat (Sechstes Kapitel im JG 2009). Ein umfassender innovationspolitischer Ansatz schließt hingegen die zentrale Rolle des Staates im Bildungswesen und in der Grundlagenforschung ebenso ein wie die Förderung von Forschungsaktivitäten der Privaten und die Schaffung dafür geeigneter Rahmenbedingungen. Es kann aus ökonomischer Sicht nach wie vor nicht darum gehen, dass der Staat den Wettbewerb als Entdeckungsverfahren durch die eigene planerische Festlegung von Prioritäten außer Kraft setzt.“
Soziologen wie Gerhard Bosch hingegen sahen zu einigen staatlichen Interventionen keine politische Alternativen; Bosch forderte 2009 empirische Untersuchungen der entgegen der vorherrschenden Doktrin tatsächlich vorgenommenen Eingriffe.
Die Verlängerung des Kurzarbeitergeldes in der Krise 2009/10 (von 24 auf 36 Monate) gilt als eine industriepolitische Maßnahme, die auf bestimmte Branchen zielte.
Der SVR (bestehend aus Christoph M. Schmidt, Lars P. Feld, Isabel Schnabel, Achim Truger und Volker Wieland) widmete dem Thema Industriepolitik in seinem Jahresgutachten 2019/2020 ein ganzes Kapitel.
Sie sprechen sich vor allem dafür aus, die „Rahmenbedingungen für unternehmerisches Handeln“ zu verbessern. Sie halten aber, wenn es die Umstände erfordern, auch „auf einzelne Sektoren oder Technologien zugeschnittene vertikale Eingriffe in die Wirtschaftsstruktur“ für gerechtfertigt.
Karl Aiginger und Teresa Bauer verstehen unter einer neuen Industriepolitik eine bessere Kooperation zwischen Privatsektor und Staat,  Anstatt einzelne Unternehmen zu fördern, sollen Branchen unterstützt werden. Es sollen neue Basistechnologien gefördert werden. Unternehmen mit überalterten Strukturen sollen nicht künstlich am Markt gehalten werden. Internationaler Wettbewerb soll aufrechterhalten werden, um mehr Exporte zu ermöglichen.
Jonathan Barth und Sophie Pornschlegel begrüßen das Ziel der EU, 40 Prozent der grünen Technologien aus europäischer Produktion bereitzustellen. Sie befürchten, dass die europäische Industrie den Anschluss an Zukunftsmärkte bei grünen Technologien, Biotechnologie oder digitalen Technologien verliert.